# Рубан Валентина Василівна
Ру́бан Валентина Василівна (30 червня 1940, Хлібодарівка, Донецька область — 5 грудня 2014, Київ), — мистецтвознавець, автор наукових досліджень, фундаментальних монографічних видань з проблем українського образотворчого мистецтва і художньої культури, член Національної спілки художників України.

## Біографія
Рубан Валентина Василівна народилась 30 червня 1940 року в селі Хлібодарівці, Волноваського району, Донецька область. Після закінчення десятирічки в сусідньому селищі Донському два роки пропрацювала на місцевому хіміко-металургійному заводі. В 1959 році вступила в тільки-но заснований факультет теорії та мистецтва Київського художнього інституту В 1964 році закінчила Київський державний художній інститут за спеціальністю «Мистецтвознавство». Понад десять років віддала видавництву «Радянська школа», де працювала редактором художньої редакції та старшим редактором редакції естетичного виховання. В 1971—1974 році викладала в Київському художньому інституті курси українського та радянського мистецтва.

## Трудова діяльність
З 1963 по 1974 рр. працювала старшим редактором видавництва «Радянська школа», закінчила аспірантуру при Інституті мистецтвознавства, фольклору та етнографії ім. М. Т. Рильського АН України.
З 1977 — працювала в Інституті мистецтвознавства, фольклористики та етнології ім. М. Т. Рильського НАН України науковим співробітником, головним науковим співробітником відділу образотворчого мистецтва.
Наукову роботу Валентина Рубан поєднувала із суспільним життям: читала лекції, виступала на міжнародних конференціях, брала участь в обговореннях художніх виставок, проводила консультаційну роботу з музейними працівниками України. Рубан В. В. є автором книг, альбомів, каталогів, присвячених актуальним питанням історії та розвитку сучасного українського мистецтва. Брала участь у написанні досліджень: «Історія української культури» та «Історія українського мистецтва». Валентина Василівна концентрувала свої зусилля на дослідженні жанру портрета. В 1979 році успішно захистила кандидатську дисертацію на тему "Український портретний живопис: тенденції розвитку. А в 1990 році — захистила докторську дисертацію «Український портретний живопис кінця 18 — другої третини 19 століття». Останні десятиліття напружено працювала над трилогією «Мистецькі роди України».
У 2019 році вийшов «Збірник наукових студій пам'яті докторки мистецтвознавства Валентини Рубан», у якому зібрано рецензії на праці дослідниці, спогади про неї, а також реєстр її основних публікацій.

## Наукові праці
- 1974 р. — «Український радянський портретний живопис»
- 1979 р. — «Портрет у творчості українських живописців»
- 1984 р. — «Український портретний живопис першої половини ХІХ ст.»
- 1986 р. — «Український портретний живопис другої половини ХІХ — початку ХХ ст.»
- 1985 р. — «Забуті імена. Розповіді про українських художників ХІХ — початку ХХ ст.»
- 1991 р.- «Анатоль Петрицький. Портрети сучасників»
- 1994 р. — «Живопис храмів України. Образ Богородиці в українському малярстві»
- 2004 р. — «Кричевські і українська художня культура. Василь Кричевський»
- 2004 р. — «Історія української культури» (у співавторстві).
  - Історія українського мистецтва (видання)

## Відзнаки
- 1987 р. — премія імені академіка О. І. Білецького в галузі літературно-художньої критики
- 1991 р. — доктор мистецтвознавства
- 1994 р. — заслужений діяч мистецтв України
- 1997 р. — член-кореспондент Національної академії мистецтв України
- 2014 - лауреат Державної премії України в галузі науки і техніки (посмертно)